# تیم ملی بسکتبال زنان جمهوری آذربایجان
تیم ملی بسکتبال زنان جمهوری آذربایجان نماینده آذربایجان در مسابقات بین‌المللی بسکتبال زنان است.